# Neuropsicologia cognitiva
La neuropsicologia cognitiva és una branca de la psicologia cognitiva l'objectiu és dilucidar la manera com determinades estructures i funcions cerebrals es relacionen amb processos psicològics concrets. Fa especial èmfasi en l'estudi dels efectes cognitius dels danys cerebrals i les malalties neurològiques amb vista a desenvolupar models explicatius del funcionament cognitiu normal. Aquesta disciplina es basa en l'estudi de casos clínics de pacients amb danys cerebrals que mostren dèficits en determinades àrees cerebrals, així com en el d'aquells pacients que mostren dissociacions dobles. A partir dels resultats obtinguts en aquests estudis, els investigadors infereixen l'existència de determinades àrees cerebrals amb un alt grau d'especialització funcional. Cal establir una distinció amb la neurociència cognitiva, que també s'interessa pel dany cerebral, però se centra específicament en la investigació dels mecanismes neuronals subjacents als processos cognitius.
Mitjançant l'establiment d'una relació entre el que una persona ja no pot fer després de patir un dany cerebral i les parts específiques del cervell que s'han vist danyades en el seu cas concret, es pot inferir una relació funcional que fins llavors no hagi estat descoberta. Aquest mètode es coneix com a "mètode lesional ". L'ús d'aquest mètode també possibilita la investigació de en quina mesura una determinada habilitat està sustentada en un procés cognitiu individual, o a la combinació de diversos processos que treballen de forma conjunta. Per exemple, si una teoria estableix que la lectura i l'escriptura són només habilitats independents que emanen del mateix procés cognitiu, no seria possible trobar una persona que, després d'un dany cerebral sobrevingut, pogués escriure però no llegir, o viceversa. Aquest deteriorament selectiu en les habilitats suggereix que les diferents àrees cerebrals estan especialitzades en l'execució de determinats processos, de manera que els sistemes cognitius són igualment diferenciables .
El filòsof Jerry Fodor ha estat especialment influent en la neuropsicologia cognitiva, principalment mitjançant l'aportació de la idea que la ment, o almenys certes parts d'ella, pot estar organitzada en mòduls independientes. El fet que algunes habilitats cognitives es puguin veure deteriorades de forma independent de la resta sembla sustentar aquesta teoria fins a cert punt, tot i que és evident que alguns aspectes de la ment (per exemple, les creences) no són en cap grau modulars. Tanmateix, Fodor (un funcionalista estricte) rebutja la idea que les propietats neurològiques del cervell puguin determinar d'alguna manera les seves propietats cognitives, i no confia en la neuropsicologia cognitiva com a disciplina vàlida .
La neuropsicologia cognitiva també fa ús de moltes de les tècniques i tecnologies de la neuropsicologia (considerada més inclusiva), i d'altres camps com la neurociència cognitiva. Això inclou tècniques de neuroimatge, electrofisiologia i proves neuropsicològiques per mesurar el rendiment funcional i psicològic del cervell.
Els principis de la neuropsicologia cognitiva han estat recentment aplicats a la malaltia mental, en nom de comprendre, per exemple, el que l'estudi dels deliris pot dir-nos sobre el funcionament de les creences normals.